# Suberites glaber
Suberites glaber är en svampdjursart som beskrevs av Hansen 1885. Suberites glaber ingår i släktet Suberites och familjen Suberitidae.
Artens utbredningsområde är Norge. Inga underarter finns listade i Catalogue of Life.